# R. M. V. Gurusaidutt
R. M. V. Gurusaidutt (Rajah Manuri Venkata Gurusaidutt; * 1. März 1990 in Hyderabad, Andhra Pradesh) ist ein indischer Badmintonspieler.

## Karriere
R. M. V. Gurusaidutt gewann 2008 Bronze bei der Badminton-Juniorenweltmeisterschaft 2008 gefolgt vom Sieg bei den Bahrain International und bei den Commonwealth Youth Games. Bei der Denmark Super Series 2009 stand er im Viertelfinale, bei den India Open 2010 im Halbfinale. 2010 holte er sich Silber bei den Südasienspielen im Herreneinzel und Gold mit dem Herrenteam.

## Sportliche Erfolge
| Saison | Veranstaltung                  | Disziplin    | Platz | Name                 |
| ------ | ------------------------------ | ------------ | ----- | -------------------- |
| 2008   | Juniorenweltmeisterschaft      | Herreneinzel | 1     | R. M. V. Gurusaidutt |
| 2008   | Indische Juniorenmeisterschaft | Herreneinzel | 1     | R. M. V. Gurusaidutt |
| 2008   | Commonwealth Youth Games       | Herreneinzel | 1     | R. M. V. Gurusaidutt |
| 2008   | Bahrain International          | Herreneinzel | 1     | R. M. V. Gurusaidutt |
| 2009   | Denmark Open                   | Herreneinzel | 5     | R. M. V. Gurusaidutt |
| 2010   | India Open                     | Herreneinzel | 5     | R. M. V. Gurusaidutt |
| 2010   | Südasienspiele                 | Herreneinzel | 2     | R. M. V. Gurusaidutt |
| 2010   | Südasienspiele                 | Herrenteam   | 1     | Indien               |
| 2012   | India International            | Herreneinzel | 1     | R. M. V. Gurusaidutt |